# 알콘흙파는쥐
알콘흙파는쥐 또는 알콘주머니고퍼(Pappogeomys alcorni)는 흙파는쥐과에 속하는 설치류의 일종으로, 멕시코의 토착종이다. 자연 서식지는 할리스코주 남부 시에라 델 티그레(Sierra del Tigre) 지역의 소나무-참나무 숲(910~3,010m)이다. 곡물과 콩 경작지에 해를 주는 종으로 간주되고 있으며, 농부들이 유해동물의 일종으로 보고 있다. 멸종위기종으로 간주되고 있다.